# Rumeni strnad
Rumeni strnad (znanstveno ime Emberiza citrinella) je ptič pevec iz družine strnadov, ki gnezdi v Evropi in večjem delu Azije. Prehranjuje se večinoma s semeni, v obdobju ko skrbi za leglo pa lovi tudi žuželke.

## Opis
Je razmeroma velik predstavnik strnadov, ki v dolžino meri med 15,5 in 17 cm.
Hrbtni del perja je olivno rjave barve, z močnimi črnimi progami. Trtica je rdeče-rjava in brez vzorca, rep pa dolg, črno-bele barve. Kljun je majhen, siv, spodnja stran je nekoliko svetlejša od zgornje. Samca v poletnem perju ni možno zamenjati z nobeno drugo vrsto, saj ima živorumeno glavo z nekaj temnega vzorca po licih in vrhu glave. Po prsih in trebuhu je prav tako živorumen, z dodatkom olivno-zelene ali rdeče-rjave barve in temnimi progami. Samica in samec v zimskem perju sta manj živo obarvana z več rjavega perja po prsih in trebuhu ter močnejšim temnim vzorcem na glavi. Enoletni mladiči so le rahlo rumenkasti po trebuhu in jih je v praksi enostavno zamenjati z mladiči beloglavega strnada.
Njegovo petje je zelo prepoznavno, s hitro serijo 5 do 8 kratkih zlogov in enim daljšim, drugačnim (»si-si-si-si-si-si-süüüüüü«).

## Življenjski prostor in razširjenost
Pogost je v kulturni krajini, z grmovjem zaraslih območjih, ob robu gozdov in jasah, kjer na tleh išče hrano. Gnezdi prav tako na tleh.
Gnezdi po vsej Evropi razen v visokogorjih in večjem delu Azije. Evropsko populacijo ocenjujejo na 18 do 31 milijonov parov in čeprav njihovo število vidno upada, vrsta še ne dosega kriterijev ogroženosti. Vnešen je bil tudi v Avstralijo in na Novo Zelandijo, kjer se uspešno razmnožuje.
Večinoma prezimi na gnezditvenem območju, le osebki, ki živijo na skrajnem severu (npr. v Skandinaviji), se pozimi odselijo južneje. Pozimi se združuje v jate, lahko tudi s podobnimi vrstami (npr. z beloglavim strnadom in s ščinkavci).
V Sloveniji po ocenah gnezdi 90.000–120.000 parov, prezimuje do 100.000. Pozimi se pojavlja po celi državi razen najvišjih goratih predelov, vendar pa zaradi intenzifikacije kmetijstva njegovo število upada.